# Urs Aeberhand
Urs Aeberhand, né le 18 février 1971, est un bobeur suisse.

## Palmarès

### Championnats monde
- : médaillé de bronze en bob à 2 aux championnats monde de 2000.
- : médaillé de bronze en bob à 4 aux championnats monde de 2000 et 2001.